# Wergeld
Wergeld, literal „prețul omului” (scris și Wergild, Weregild, Wehrgeld sau Weregeld) este, în dreptul germanic, o sumă de bani cerută drept reparație unei persoane vinovate de ucidere, sau de o altă crimă gravă. 

## Etimologie
Termenul Wergeld (dar și Wehrgeld, Wiedergeld, Manngeld și Friedegeld), în latina medievală weregildus, este un substantiv compus din vechiul german wer, „om” (cf. latină vir, viri, „bărbat”) și geld, „preț”, „ban”, „plată”. Cu alte cuvinte, Wergeld s-ar traduce prin „prețul omului”.

## Descriere

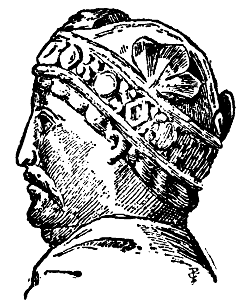
Carol cel Mare / Charlemagne (gravură) a impus regula wergeld în imperiul său

Această tradiție a Wergeld exercita un rol important în vechile civilizații ale Europei de Nord, îndeosebi la germani și la vikingi. Celții cunoșteau și ei acest obicei, sub numele de ericfine. Suma cerută de Wergeld, în caz de ucidere, depindea destul de mult de rangul social căruia îi aparținea victima.
Carol cel Mare a legiferat Wergeld, pentru a înlocui răzbunarea privată (faida). Într-adevăr, răzbunarea privată era sursă de dezordini și era mai ales contrară religiei creștine. În pofida acestor situații, faida va persista în această cutumă. Nu se făcea distincția între crimă și omucidere, până când aceste diferențe au fost instituite prin lege, în Sfântul Imperiu Roman, în secolul al XII-lea.
În fapt, Wergeld-ul dreptului germanic este o reparație, și nu o amendă, în stilul grec. Nu exista echivalență automată între o crimă și o sumă de bani. În lipsa acesteia, rudele părții vătămate și cele ale părții incriminate dezbăteau, încadrate de adunarea bătrânilor. Dacă ei cădeau de acord asupra unei sume (adesea în natură, dar în monedă în zonele de contact cu Imperiul Roman), se considera că problema era rezolvată. Dacă nu, cealaltă formă comună de reparație în această epocă era revanșa prin sânge, numită faida, aidoma cu Legea talionului (întrucâtva conservată în vendetta, practicată încă în Corsica și, mai ales, în Sicilia).
Legea salică, regula de drept privat al francilor salieni, era inițial bazată în mare parte pe sistemul Wergeld, dar de-a lungul modificărilor succesive, regele a impus din ce în ce mai mult pedeapsa potrivită, derivând spre un sistem de amenzi.

## Exemple

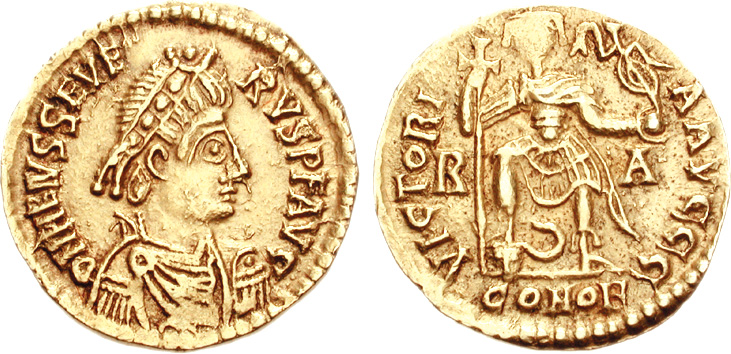
Solidus (sou de aur) cu numele lui Libius Severus (461-466).

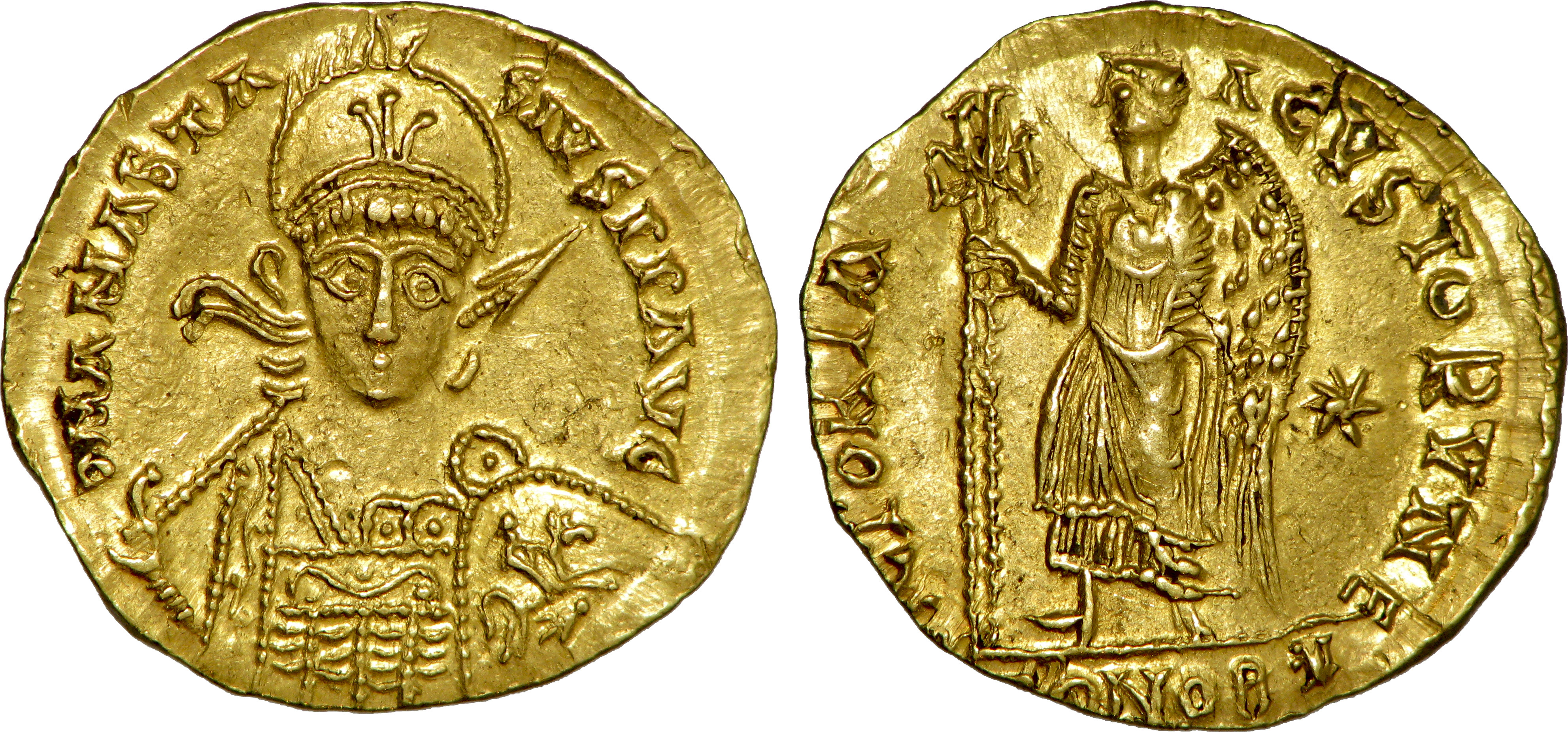
Solidus (sou de aur) franc, bătut sub Clovis

Cu titlu indicativ, iată care era «tariful», în sols de aur, pentru ucidere, la vizigoți:
- bărbat de la 15 la 20 de ani: 150 sols;
- bărbat de la 20 la 50 de ani: 300 de sols;
- bărbat de la 50 la 65 de ani: 200 sols;
- bărbat de peste 65 de ani: 100 sols;
- băiat de 1 an: 60 de sols;
- băiat de la 4 la 6 ani: 80 de sols;
- băiat de 10 ani: 100 de sols;
- băiat de 14 ani: 140 de sols.

Suma era diminuată la jumătate, dacă era vorba de o fată.
La francii salieni, «tariful» era de 200 de sols de aur, indiferent dacă era vorba de un bărbat sau de o femeie liberă, dar rănile erau meticulos tarifate: de exemplu, 100 de sols pentru smulgerea unei mâini, unui picior, unui ochi sau nas; dar doar 63 de sols, dacă mâna rămânea atârnată. Smulgerea degetului arătător (care servea la tragerea cu arcul): 30 de sols de aur, două degete împreună: 35 de sols, 3 degete: 50 de sols, etc. Vinovatul trebuia, între altele, să plătească o amendă și regelui pentru că a tulburat pacea publică.
În caz de wergeld al unui antrustion al regelui, amenda era de 600 de sols de aur.